# Cian

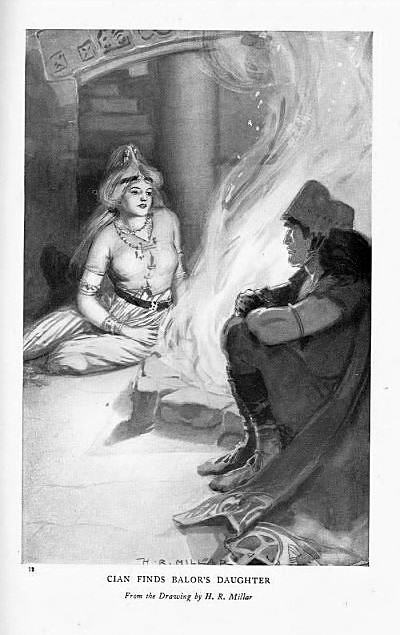
Cian a Eithlin (Ethnea), ilustrace H.R.Millara ke knize Celtic Myth and Legend (Ch. Squire, 1905)

Cian je jednou z postav irských legend, příslušník božského lidu Tuatha Dé Danann a otec Lugha, mistra devatera umění a přemožitele nepřátelských Fomóirů.

## Krádež Glas Gaibhnenn
Cian kdysi vlastnil kouzelnou krávu jménem Glas Gaibhnenn, jejíž mléko nikdy nepřestávalo téct. Protože mu ji každý záviděl a často se ji někdo pokoušel ukrást, musel krávu hlídat ve dne v noci. Jedním z těch, kdo po Glas toužili, byl i Balor, vládce nepřátelského lidu Fomóirů. Čekal na příležitost, až se ke Glas bude moci dostat blíž. Jednou si všiml, že Cian odešel do kovárny za svým bratrem Goibniem, od něhož potřeboval ukovat nějaké meče, a nechal krávu stát před kovárnou pod dohledem třetího bratra Samthainna. Balor se proměnil v malého chlapce s rudými vlasy a v této podobě přistoupil k Samthainnovi a namluvil mu, že se jeho bratři v kovárně domlouvají, že ho obelstí, ukovají si meče z oceli, která byla určena na Samthainnovy zbraně, a ty jeho potom vyrobí ze železa. Rozčilený Samthainn nechal „chlapce“ pohlídat krávu a běžel si to do kovárny s bratry vyřídit. Balor toho okamžitě využil a odvlekl Glas Gaibhnenn přes moře až na svůj ostrov s věží.

## Výprava do Balorovy věže
Poté, co mu byla kráva odcizena Balorem, se Cian šel zeptat druida, jak ji má získat zpět. Druid mu ale řekl, že dokud je Balor naživu, nikdo od něj krávu nedostane, protože každého, kdo by se o to pokusil, by Balor zničil svým zlým okem.
Cian se s takovou radou nespokojil a obrátil se na mocnou druidku Birog z Hory. Birog mu svými kouzly a důvtipem pomohla dostat se do Balorovy věže v převleku za neškodnou ženu. Ve věži se Cian setkal s Balorovou krásnou dcerou Eithlin a pomilovali se spolu, ale hned nato ho Birog znovu odnesla pomocí svých kouzel pryč.
Když nadešel její čas, porodila Eithlin Cianova syna Lugha. Balor se dítě pokusil zneškodnit, protože měl podle druidské věštby zemřít jeho rukou, ale Lugh byl zachráněn a věštba se později naplnila.

## Cianova smrt
Podle jedné pověsti po tomto incidentu Balor Ciana zabil tak, že mu rozbil hlavu o bílý kámen, který dodnes nese stopy jeho krve. Existuje ale i jiná, rozsáhlejší legenda o Cianově smrti. Podle ní byl Cian zabit třemi Tuireannovými syny, kteří chovali dávnou zášť k Cainteho synům, mezi které patřil i Cian (v této legendě jako jeho bratři nevystupují Goibniu a Samthainn, ale Cu a Ceithen). Cian na Tuireannovy syny narazil na Pláni Muirthemne, když se vydal svolat vojsko na pomoc Lughovi v bitvě proti Fomóirům. Věděl, že kdyby si ho všimli, tak by vyvolali bitku, a on se jim nechtěl postavit sám. Proměnil se proto v prase a utekl se schovat do obrovského stáda prasat, které se nedaleko od něj rýpalo v zemi. Tuireannovi synové ho ale stejně uviděli, našli ho mezi ostatními prasaty a zabili ho, přestože je Cian varoval, že budou za jeho smrt muset jeho synovi zaplatit tolik, kolik ještě nikdy nikdo nezaplatil, a že to bude samotná vražedná zbraň, která to na ně Lughovi poví. Tuireannovi synové se naplnění této předpovědi pokusili vyhnout tím, že Ciana, který byl raněný po zásahu kopím, nedorazili žádnou zbraní, ale zasypali ho proudem kamenů, až ho dočista rozdrtili. Poté se ho několikrát pokusili pohřbít, ale pobouřená země ho pokaždé vyvrhla. Teprve na sedmý pokus zůstala Cianova mrtvola pod zemí a Tuireannovi synové opustili místo činu.
Tuireannovi synové o svém činu nikomu neřekli, ale Lugh stejně vycítil, že jeho otec už nežije, a vydal se hledat jeho tělo. Když přišel na místo, kde Cian zemřel, promluvila k němu země a vylíčila mu, co se stalo. Lugh potom lstí přiměl Tuireannovy syny, aby se vydali na dlouhou a nebezpečnou výpravu za magickými předměty, které žádal jako výkupné za smrt svého otce. Tuto výpravu bratři vykonali, ale na jejím konci byli smrtelně raněni, a protože je Lugh odmítl uzdravit, svým zraněním podlehli.